# 헨리 월터 베이츠

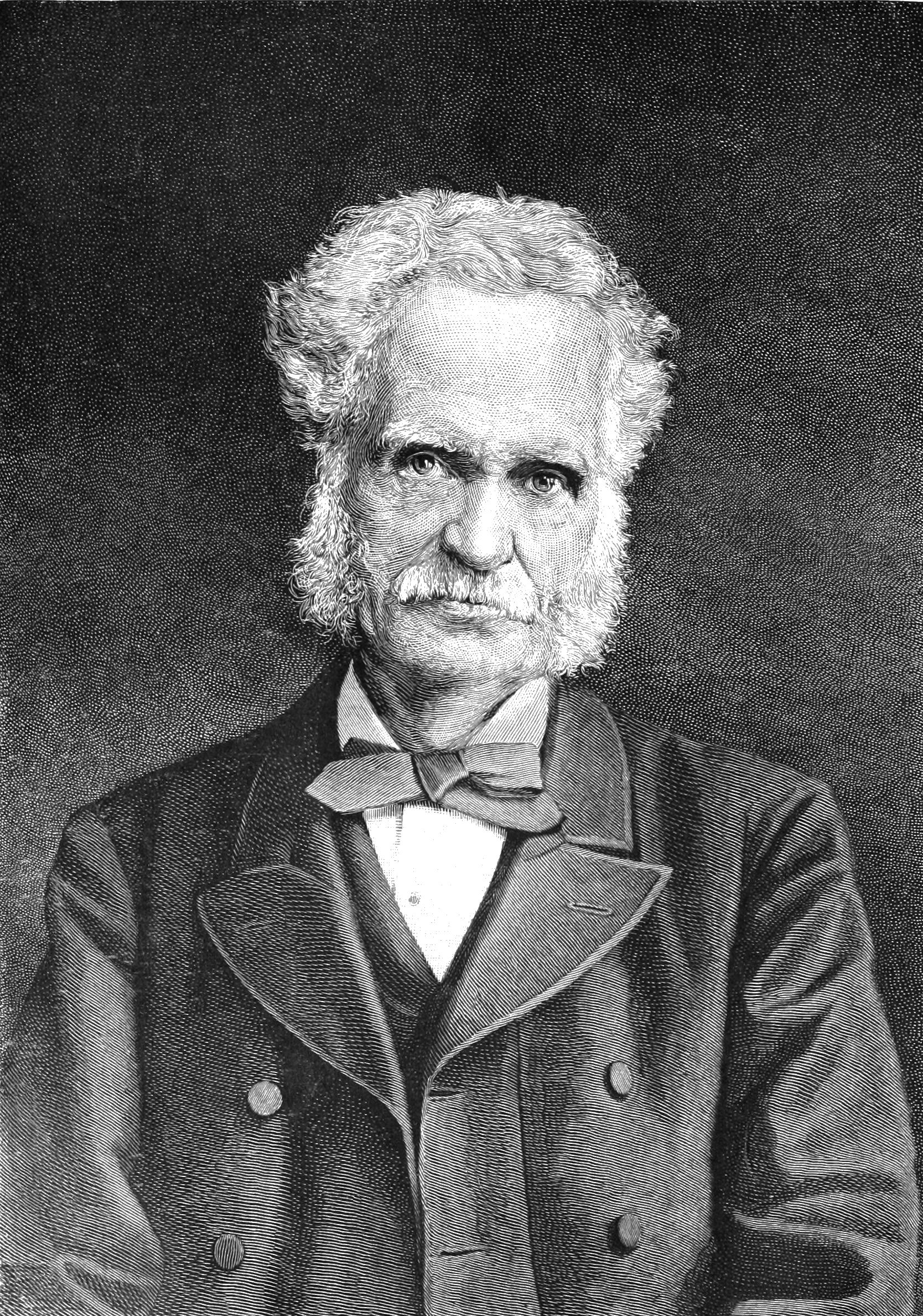
헨리 월터 베이츠

헨리 월터 베이츠(Henry Walter Bates, 1825년 2월 8일~1892년 2월 16일)는 잉글랜드의 박물학자이자 동물의 의태를 과학적으로 설명한 첫 번째 탐험가이다. 그는 1848년에 시작한 앨프리드 러셀 월리스와의 아마존 분지의 열대우림 원정으로 유명하다. 월리스는 1852년에 돌아왔고, 베이츠는 여행을 떠난 지 11년 뒤인 1859년에 돌아왔다. 그는 14, 712 종의 곤충을 가지고 왔고, 그 중 8000 종은 새로운 종이었다. 베이츠는 후에 그의 가장 잘 알려진 작품인 아마존 강의 박물학자를 썼다.